# غوفيس
غوفيس (بالألمانية: Göfis) هي بلدية في منطقة فيلدكيرش بولاية فورارلبرغ، النمسا.